# A Day with Eyes Set to Kill
A Day with Eyes Set to Kill — DVD американской рок-группы Eyes Set to Kill, вышедший в 2007 году. Вместе с мини-альбомом When Silence Is Broken, the Night Is Torn был продан количеством 11,000 копий. DVD помог сделать группу популярнее. Диск содержит интервью и видео некоторых моментов из жизни участников, а также 2 живых выступления и 2 музыкальных клипа.

## Содержание

### Музыкальные клипы
| Год  | Песня                                    | Альбом                                    |
| ---- | ---------------------------------------- | ----------------------------------------- |
| 2007 | "Liar in the Glass" на YouTube           | When Silence Is Broken, the Night Is Torn |
| 2007 | "Beauty Through Broken Glass" на YouTube | When Silence Is Broken, the Night Is Torn |
| 2007 | "This Love You Breathe" на YouTube       | When Silence Is Broken, the Night Is Torn |
| 2007 | "Darling" на YouTube                     | When Silence Is Broken, the Night Is Torn |

### Композиции
| №  | Название                      | Длительность |
| -- | ----------------------------- | ------------ |
| 1. | «Intro»                       | 1:57         |
| 2. | «This Love You Breathe»       | 4:40         |
| 3. | «Liar In The Glass»           | 4:00         |
| 4. | «Darling»                     | 4:17         |
| 5. | «Interlude»                   | 2:38         |
| 6. | «Young Blood Spills Tonight»  | 4:20         |
| 7. | «Bitter Pill»                 | 4:58         |
| 8. | «Beauty Through Broken Glass» | 2:34         |
| 9. | «Pure White Lace»             | 4:47         |